# HD 150275
HD 150275，又名BD+77 627，SAO 8548、HR 6191，是一颗恒星，视星等为6.34，位于銀經110.58，銀緯33.82，其B1900.0坐标为赤經16h 34m 56.2s，赤緯+77° 33.82′ 44″。